# Prométhée (lune)
 (mars 2009).
Si vous disposez d'ouvrages ou d'articles de référence ou si vous connaissez des sites web de qualité traitant du thème abordé ici, merci de compléter l'article en donnant les références utiles à sa vérifiabilité et en les liant à la section « Notes et références ».
Pour les articles homonymes, voir Prométhée (homonymie).
Prométhée (S XVI Prometheus) est l'un des satellites naturels de Saturne.
Il porte le nom de Prométhée, le Titan ayant dérobé le feu aux dieux dans la mythologie grecque.

## Histoire
Il fut découvert en octobre 1980 par Stewart A. Collins et D. Carlson par examen des photographies prises par la sonde Voyager 1. Sa désignation temporaire était S/1980 S 27; la date de découverte est citée par la circulaire 3532 de l'Union astronomique internationale comme « mi-octobre ».
Lorsque la Terre passa dans le plan des anneaux de Saturne le 22 mai 1995, on crut trouver parmi les photos prises par le télescope spatial Hubble plusieurs nouveaux satellites. Mais il s'avéra qu'il s'agissait à chaque fois de lunes connues. Ainsi S/1995 S 2 et S/1995 S 7 n'étaient-ils nuls autres que Prométhée.

## Description

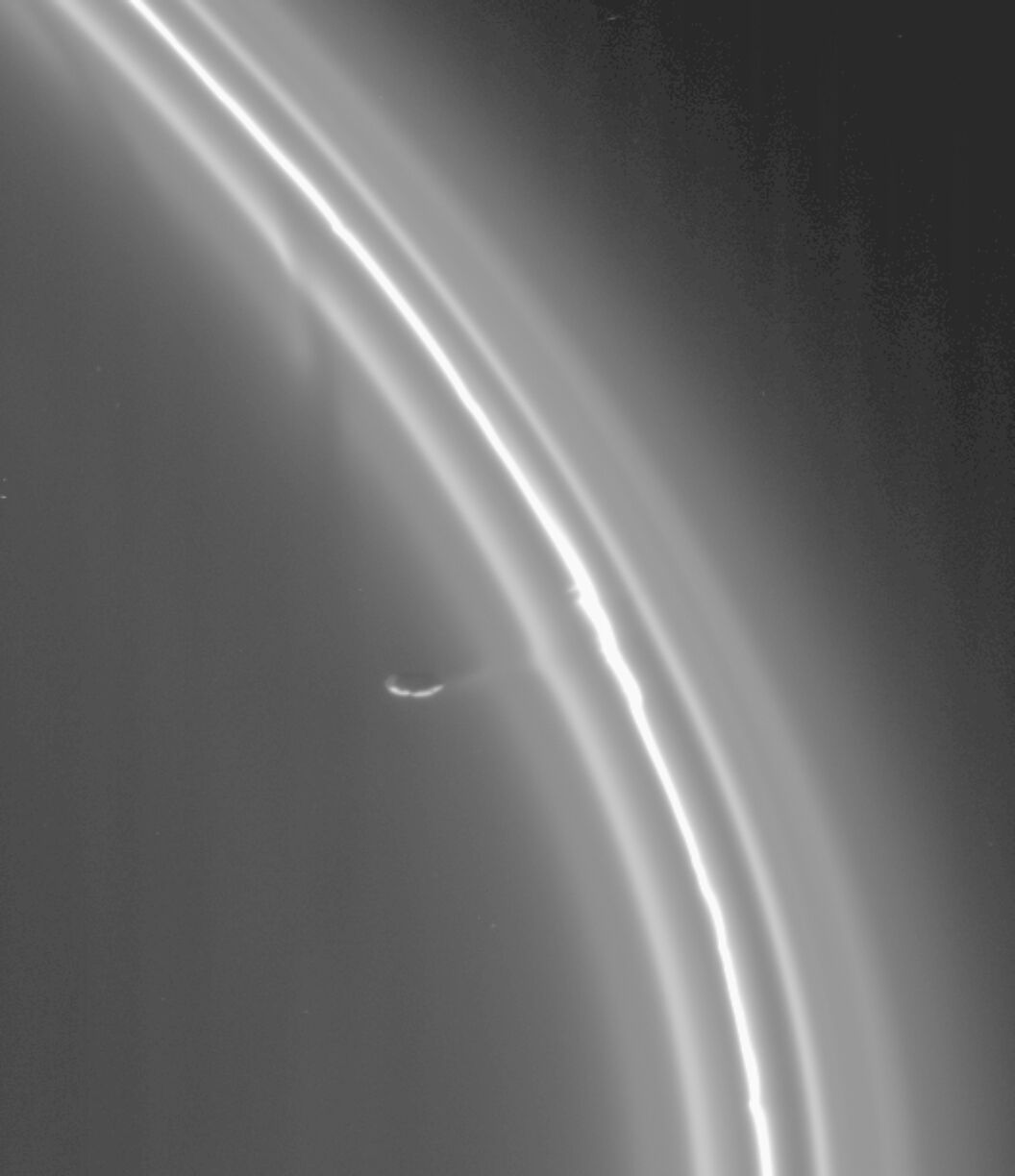
Prométhée près de l'anneau F de Saturne, photo prise par la sonde Cassini-Huygens, le 29 octobre 2004

Prométhée est un petit satellite irrégulier, de 119 km par 87 km par 61 km. Il présente de nombreuses vallées et falaises ainsi que plusieurs cratères d'une vingtaine de kilomètres de diamètre. Il semble néanmoins moins cratérisé que les lunes voisines, Pandore, Janus et Épiméthée.
Sa faible densité et son albédo élevé semblent indiquer que Prométhée est un astre glacé très poreux.
Prométhée agit comme lune bergère interne de l'anneau F de Saturne. De récentes images prises par la sonde américano-européenne Cassini (qui orbite autour de Saturne depuis le 1er juillet 2004) montre que le champ de gravité de Prométhée crée des vagues, des chenaux et des nœuds dans l’anneau F tandis que cette lune capture du matériel de celui-ci, particulièrement lorsqu'elle atteint l'apoapse de son orbite, soit le point de son orbite (elliptique) le plus éloigné de Saturne et donc le plus proche de l'anneau F.
Des observations conduites pendant les années 1995 et 1996 ont mis en évidence que Prométhée était en retard de 20° par rapport à la position qu'il avait en 1981, un écart qui ne pouvait s'expliquer par des erreurs d'observations à cette époque. En fait, selon les données précises collectées par la sonde Cassini, l’orbite de Prométhée semble chaotique du fait qu'elle est en résonance avec celle de Pandore, satellite berger externe de l’Anneau F et de masse similaire à celle de Prométhée. Les changements les plus importants dans leurs orbites interviennent tous les 6,2 ans lorsque le périapse de Pandore s’aligne avec l’apoapse de Prométhée et que les lunes s’approchent à environ 1 400 km.
Prométhée est lui-même un perturbateur significatif d’Atlas, lune bien plus petite qui orbite le long du bord externe de l’Anneau A, à seulement 1 680 km en moyenne de l'orbite de Prométhée.
Les dimensions affichées ici de Prométhée datent de 2006 (Physical Characteristics and Possible Accretionary Origins for Saturn's Small Satellites).